# Tolbooth von Dysart

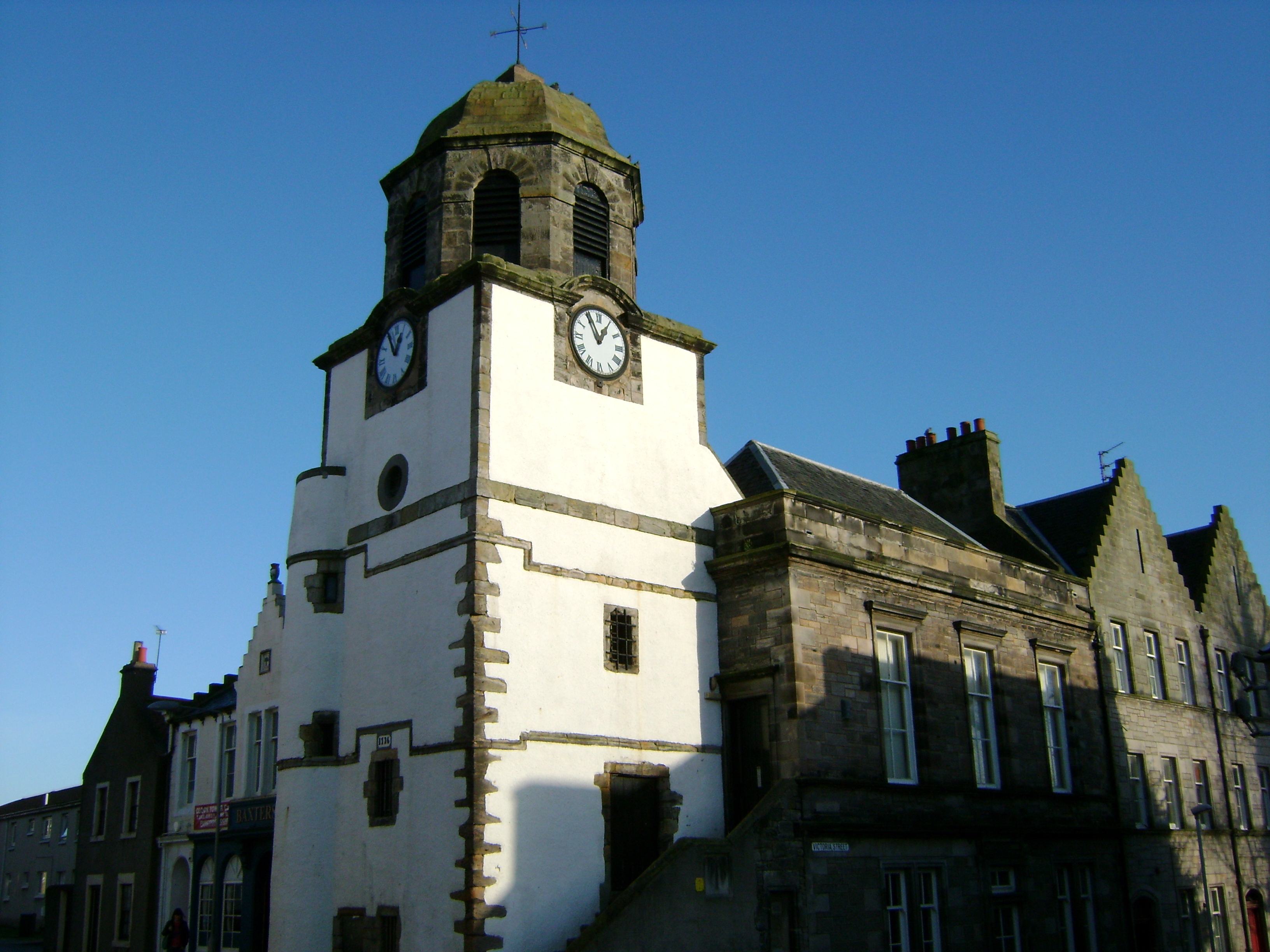
Tolbooth von Dysart

Die Tolbooth von Dysart ist die ehemalige Tolbooth des ehemaligen Burghs Dysart, der heute Teil der schottischen Kleinstadt Kirkcaldy in der Council Area Fife ist. 1971 wurde das Bauwerk als Einzeldenkmal in die schottischen Denkmallisten in der höchsten Denkmalkategorie A aufgenommen. Eine ehemalige zusätzliche Einstufung als Scheduled Monument wurde 2001 aufgehoben.

## Geschichte
Im Jahre 1549 wurde Dysart in den Stand eines Burgh of Barony gesetzt. Die zugehörige Tolbooth wurde 1576 errichtet. 1592 erhielt der Turm eine Turmuhr. Das Rathaus wurde im Jahre 1617 hinzugefügt. Auch die Vortreppe stammt aus diesem Jahre. Das Rathaus beherbergte auch das Wägehaus, eine Wachthaus und das Gefängnis. 1656 verwüstete eine Explosion das Obergeschoss des Rathauses. Es wurde erst 1707 wiederaufgebaut. Das Obergeschoss des Turms wurde 1744 neu aufgebaut. Die Kosten hierfür beliefen sich auf 499 £. Die bis heute erhaltenen Uhren wurden 1876 installiert. 1885 überarbeiteten Douglas & Sellars das Rathaus.

## Beschreibung
Die Tolbooth von Dysart steht an der Kreuzung der High Street mit der Victoria Street im historischen Zentrum Dysarts. Markant ist der vierstöckige Turm mit länglichem Grundriss, der von der Kante aufragt. Seine Fassade ist mit Harl verputzt. Abgesetzt sind die Zierbänder sowie die Ecksteine. Eine entlang der Fassade geführte Außentreppe führt zu einem Portal im ersten Obergeschoss. Gesprengte Segmentbogengiebel bekrönen die allseitigen Turmuhren. Darüber ist der Turm oktogonal mit Rundbogenöffnungen fortgeführt. Darauf sitzt eine geschwungene Haube mit abschließender Wetterfahne.
Die Hauptfassade des an der Südwestseite angrenzenden Rathauses ist drei Achsen weit. Im Erdgeschoss sind die sechsteiligen Sprossenfenster auf den äußeren Achsen zu Zwillingen mit steinernen Fensterpfosten gekuppelt. Die Fassade schließt mit einem Kranzgesimse und aufsitzender Brüstung. Diese verdeckt teilweise das dahinterliegende Walmdach.